# Real Academia Hispánica de Filatelia e Historia Postal
La Real Academia Hispánica de Filatelia e Historia Postal (RAHFHP) se fundó el 13 de mayo de 1978 en Madrid (España) con el propósito de promover y divulgar todo lo relacionado con la Filatelia y la Historia Postal en España.

## Historia de la Academia
En 1980 se nombraron los primeros académicos, que eligieron a Jorge Guinovart como primer presidente. Su presidente actual es Eduardo Consejo Prieto. Tiene desde 2000 como órgano de expresión la revista Academvs, dirigida por el académico Eduardo Consejo Prieto en la actualidad. Desde 1983 publica en forma de libro los Discursos de Ingreso de los Académicos de Número, además de la Biblioteca Especializada, que supuso una nueva serie de publicaciones que complementan la amplia difusión cultural que hace la Real Academia. Con motivo de su 25 aniversario, el Correo Español le dedicó una emisión postal conmemorativa. En su 40 Aniversario se realizó una publicación conmemorativa con multitud de artículos de diversa índole.

## Real Academia
Ha sido reconocida con el título de Real Academia, concedido por el rey Juan Carlos I de España.